# Мухаммад I аль-Мустансир
Мухаммад I аль-Мунтасир (или Абу Абд Алла Мухаммед аль-Яхья ибн Мустансир, араб. أبو عبد الله محمد المستنصر‎) — второй правитель государства Хафсидов в Ифрикии в 1249—1277 годах, первый халиф Хафсидов.
Заключил в 1270 году мирное соглашение с Людовиком IX, королём Франции, в ходе Восьмого крестового похода и признал себя вассалом Королевства Сицилии, но отказался от клятвы вассала после свержения короля Манфреда.
Султан Мамлюков Бейбарс I атаковал остатки государств крестоносцев в Сирии. К 1265 году он захватил Назарет, Хайфу, замок Торон и Арсуф. Гуго III Кипрский, номинальный короля Иерусалима, высадился в Акре, чтобы защитить город, в то время как Бейбарс прошел далеко на север, до Армении, которая была в то время под контролем монголов.
Эти события привели к началу Восьмого крестового похода в 1267 году во главе с королём Людовиком IX. Брат Людовика Карл I Анжуйский, король Неаполя и Сицилии, убедил его сначала напасть на Тунис, чтобы создать надежную базу для нападения на Египет. Аль-Мустансир, по слухам, симпатизировал христианству, и Карл посчитал, что его можно вынудить перейти в христианство и сделать вассалом Сицилии.
В июле 1270 года Людовик IX высадился на африканском побережье. Большая часть армии быстро вышла из строя из-за грязной питьевой воды, а сам король умер от «вздутия желудка» на следующий день после прибытия Карла. Его последним словом было «Иерусалим». Карл провозгласил сына Людовика Филиппа III новым королём, но из-за его молодости фактическим лидером крестового похода стал сам Карл.
В связи с ростом числа заболевших осада Туниса была снята 30 октября по итогам соглашения с аль-Мустансиром. По этому соглашению христиане получили свободу торговли с Тунисом, а монахам и священникам в городе гарантировалась безопасность, так что крестовый поход имел частичный успех. Узнав о смерти Людовика и эвакуации крестоносцев из Туниса, Бейбарс отменил свои планы отправить египетские войска против крестоносцев в Тунис.